# Eupsittula
Eupsittula är ett fågelsläkte i familjen västpapegojor inom ordningen papegojfåglar. Släktet omfattar vanligtvis fem arter som förekommer i Latinamerika från nordöstra Mexiko till norra Argentina samt på Jamaica:
- Olivbröstad parakit (E. nana)
  - "Aztekparakit" (E. n. astec) – urskiljs som egen art av Birdlife International
- Elfenbensparakit (E. canicularis)
- Guldpannad parakit (E. aurea)
- Brunstrupig parakit (E. pertinax)
- Kaktusparakit (E. cactorum)

Tidigare placerades arterna i Aratinga, men DNA-studier visar att de inte är varandras närmaste släktingar.